# Culicoides sonorensis
Culicoides sonorensis är en tvåvingeart som beskrevs av Wirth och Jones 1957. Culicoides sonorensis ingår i släktet Culicoides och familjen svidknott. Inga underarter finns listade i Catalogue of Life.

## Bildgalleri

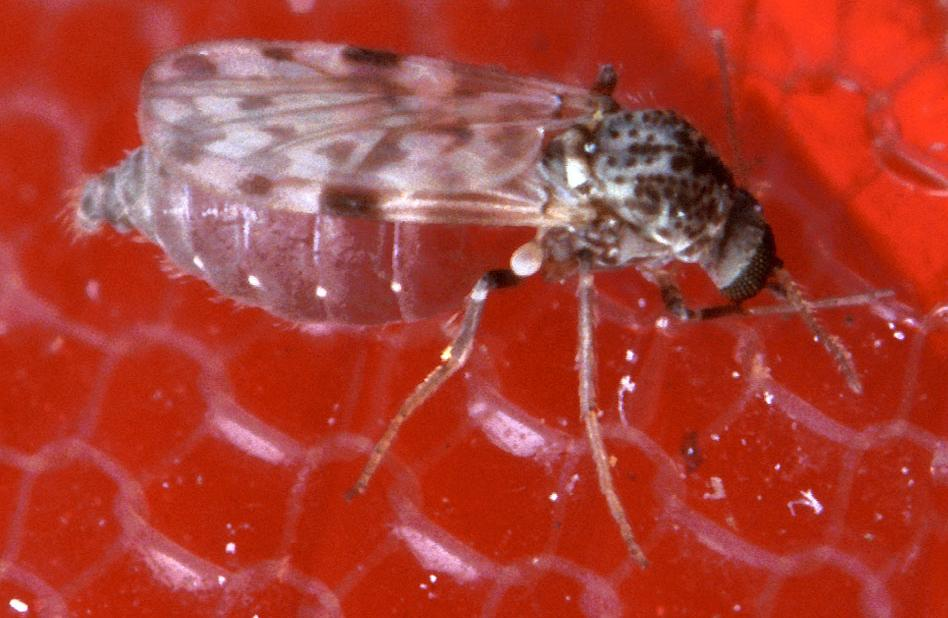